# Nicolas Schmit

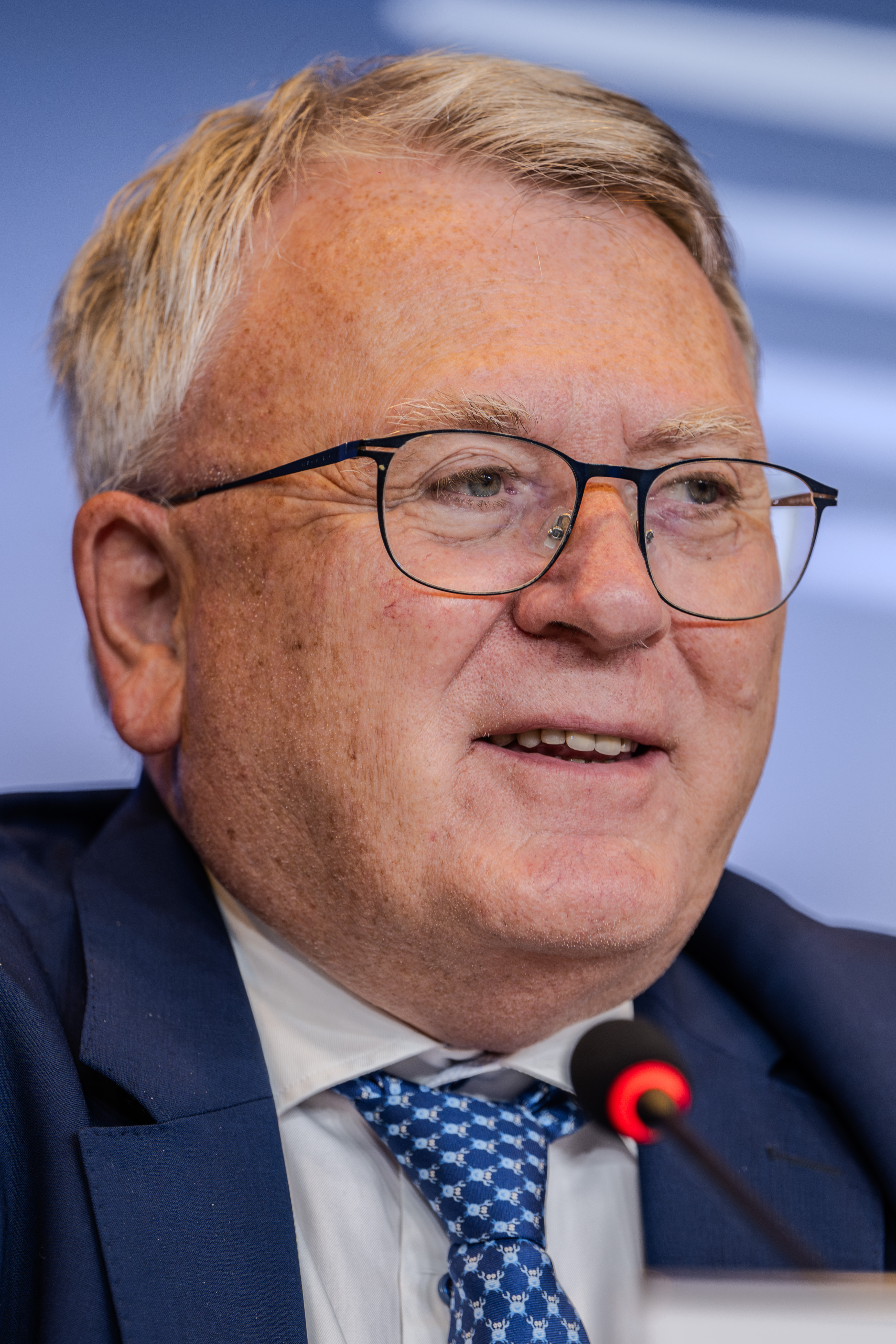
Nicolas Schmit (2024)

Nicolas Schmit (* 10. Dezember 1953 in Differdingen) ist ein luxemburgischer Politiker (LSAP) und Diplomat. Er war von 2019 bis 2024 EU-Kommissar für Beschäftigung und soziale Rechte. Bei der Europawahl 2024 war er der Spitzenkandidat der Sozialdemokratischen Partei Europas (SPE).

## Leben
Nicolas Schmit absolvierte Studien der Politikwissenschaft, französischen Literatur und internationalen Ökonomie an der Universität Aix-Marseille und dem Institut d’études politiques d’Aix-en-Provence (Sciences Po Aix), die er mit einer Maîtrise in Geisteswissenschaften (1977) und einem Diplôme d’études approfondies (DEA; 1978) abschloss. Anschließend begann er seine berufliche Karriere 1978 an der Universität Aix-Marseille III als Forschungsbeauftragter für internationale Wirtschaftsbeziehungen. 1982 wurde er dort zum Doktor der Wirtschaftswissenschaften promoviert.
Von 1979 bis 1983 war er zuständig beim Vorsitz der Luxemburger Regierung für Wirtschaftsangelegenheiten. Von 1983 bis 1989 arbeitete er im Außenministerium in Luxemburg, unter anderem als persönlicher Referent des damaligen Außenministers Jacques Poos (1984–1989). Von 1990 bis 1992 war er Botschaftsrat bei der Ständigen Vertretung Luxemburgs bei der Europäischen Union in Brüssel. Von 1992 bis 1998 arbeitete Schmit wieder im Außenministerium als Abteilungsleiter für internationale Wirtschaftsbeziehungen und Entwicklungszusammenarbeit. Von 1998 bis 2004 war er Botschafter und Ständiger Vertreter Luxemburgs bei der Europäischen Union in Brüssel.
Er ist Mitglied der luxemburgischen Sozialdemokraten (LSAP). Von 1989 bis 1990 war er Fraktionssekretär der Partei. Im Jahr 1991 wurde er Mitglied des Staatsrates und führte dieses Amt bis 2004 aus. 2004 wurde er in die Regierung Juncker-Asselborn I berufen. Er war beigeordneter Minister für auswärtige Angelegenheiten und Immigration. 2009 übernahm er das Ministerium für Arbeit, Beschäftigung und Immigration. Von 2013 bis 2018 war er Minister für Arbeit und Beschäftigung sowie Sozial- und Solidarwirtschaft in der Regierung Bettel-Schneider.

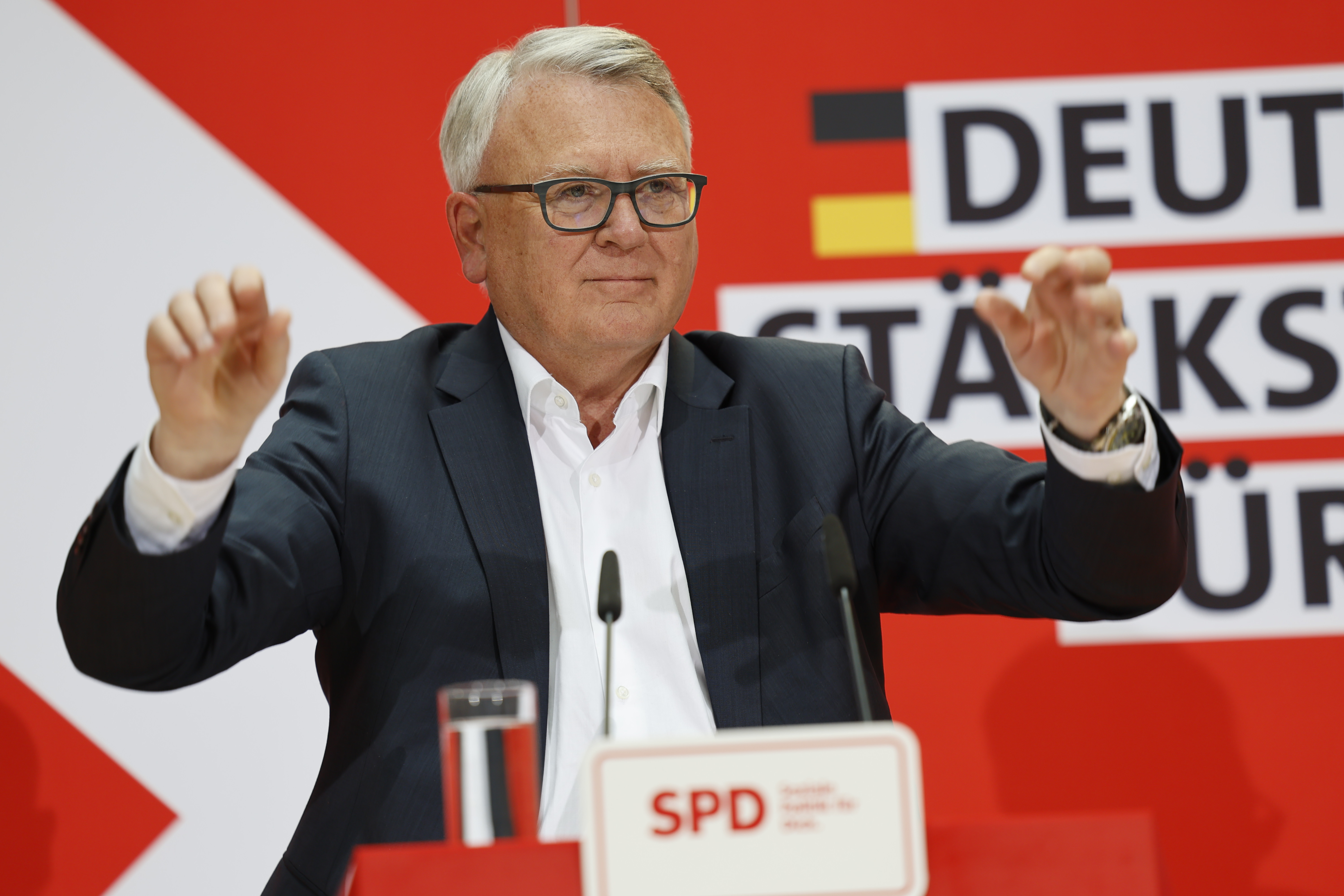
Nicolas Schmit im Europawahlkampf 2024

Im Mai 2019 zog er bei der EU-Wahl als Abgeordneter in das Europäische Parlament ein, dem er bis Ende November 2019 angehörte. Am  1. Dezember 2019 wurde er zum Kommissar für Beschäftigung, Soziales und Integration in der EU-Kommission von der Leyen I ernannt. Im EU-Parlament rückte für ihn Marc Angel nach. Als EU-Kommissar amtierte Schmit bis zum 30. November 2024.
Er war Spitzenkandidat der Sozialdemokratische Partei Europas bei der Europawahl 2024.